# بلينمور
بلينمور (بالإنجليزية: Plainmoor)‏ هو ملعب كرة قدم في ديفون بإنجلترا. اُفتُتح عام 1921، يتسع الملعب إلى 6000 متفرج.